# Neolaparus angusticornis
Neolaparus angusticornis är en tvåvingeart som beskrevs av Ricardo 1925. Neolaparus angusticornis ingår i släktet Neolaparus och familjen rovflugor. Inga underarter finns listade i Catalogue of Life.